# 鈴木萌花
鈴木 萌花（すずき もえか、2002年2月5日 - ）は、日本のアイドル、タレント、歌手、俳優であり、AMEFURASSHI、あいらもえかのメンバーである。TV番組企画ユニットのガチンコ3、栗もえかに属していた。
2018年10月23日よりアメフラっシ（現 AMEFURASSHI）のメンバーである愛来と「あいらもえか」を結成。2020年より、舞台俳優としても活躍している。
3B junior、マジェスティックセブン及び浪江女子発組合の元メンバーである。
2019年12月14日よりアメフラっシ（現 AMEFURASSHI）を脱退した初代「かわいい担当」大平ひかるより指名を受け二代目「かわいい担当」に就任した。
決め言葉は「萌花しか勝たん！」。
出身は東京都。スターダストプロモーション所属。

## 略歴
※AMEFURASSHIとしての活動は「AMEFURASSHI」の項を参照。かつて所属していた3B juniorとしての活動は「3B junior」、マジェスティックセブンとしての活動は「マジェスティックセブン」、浪江女子発組合としての活動は「浪江女子発組合」の項を参照。

### 2011年
- 4月30日 - 小学3年生の頃からアイドル活動を開始していた[2]が、小学4年生の時にTNX株式会社所属の「NICE GIRL プロジェクト!研修生」として新宿BLAZEで行われた「キャナァーリ倶楽部ライブ2011春 Love is here～希望の光～」のオープニングアクトにてお披露目された[3][4]。NICE GIRL プロジェクト!研修生時代の名前は「ズッキー」というニックネーム以外、本名・誕生日・出身地・血液型など非公開であった。
- デコちあーず2011のメンバーとしても活動を行っていた[5]。
- 8月29日 - 2012年1月29日開催「デコちあフェス2012」のダンス課題曲としてデコちあーず2011『デコちあ☆MOTION!!』のダンスMVが公開（Youtubeへのアップロード日は8月12日）された[6]。
- 9月20日 - デコちあーず2011『デコちあ☆MOTION!!』の音源、ダンズMVのスローバージョンが公開（ダンズMVスローバージョンのYoutubeへのアップロード日は9月2日）された[7][8]。

### 2012年
- 1月9日 - 渋谷GLADにて行われた「ナイスガールプロジェクト！お試しライブトレイニーズコレクションVol.3(1部)(2部)」に出演[9][10][11]。
- 1月29日 - サンリオピューロランドにて行われた「デコちあフェス2012」にデコちあーず2011の一員として出演[12][13][14]。デコちあーず2011としては最後の舞台となる。
- 3月3日 - 六本木morphにて行われた「ナイスガールプロジェクト！お試しライブトレイニーズコレクションVol.4(1部)(2部)」に出演[15][16]。
- 7月29日 - 渋谷GLADにて行われた「トレイニーズコレクションVol.6(2部)」に出演[17]。

### 2013年
- 6月5日 - TwinBox AKIHABARAにて行われた「ナイスガールトレイニー 動員200人達成で1st.ワンマンLIVEしちゃうよ大作戦！vol.9」にナイスガールトレイニーの一員としてオープニングアクトに出演[18][19]。
- 10月14日 - 秋葉原AKIBAカルチャーズ劇場にて行われた「トレイニーズコレクションvol. 7(2部)」に出演[20][21]。TNX株式会社所属のNICE GIRL プロジェクト!研修生「ズッキー」としては最後の舞台となる。
- 12月1日 - 品川ステラボールで行われた「スターダスト芸能3部～3B Junior オーディション2013 1期生募集！～」（全員面接第一審査）[22]に合格[23]。

### 2014年
- 3月15日・16日 - ももいろクローバーZ「ももクロ春の一大事 2014 国立競技場大会 ～NEVER ENDING ADVENTURE 夢の向こうへ～」（場所：新宿区・国立競技場）に3B juniorとして出演、バックダンスを披露した。スターダストプロモーション所属後のステージデビューを果たす[24]。
- 7月26日・27日 - ももいろクローバーZ「ももクロ夏のバカ騒ぎ2014 日産スタジアム大会  」（場所：横浜市・日産スタジアム）に3B juniorとして出演、バックダンスを披露。
- 11月8日 - 3B juniorオフィシャルブログ開設（同年11月5日）後、初投稿。
- 11月24日 - ももいろクローバーZ「女祭り2014 ～Ristorante da MCZ～」男性限定ライブビューイング「女祭り2014 メンズ限定非公式のぞき見大会『サンクチュアリ』」（場所：千代田区・東京国際フォーラム）のオープニングアクトで、3B juniorとしての初お披露目[25]。
- 12月6日 - ももいろクローバーZ「ももクリ2014 事前物販」（場所：千葉市・幕張メッセ）内「愛♡矢島博 2014冬」有料観覧ステージ「3B junior発表会」に、3B juniorとして出演。

### 2015年
- 1月8日・10日 - スターダストプロモーション芸能3部「ふじいとヨメの7日間戦争」にて、3B junior初となる単独公演「俺の3B junior in 日本青年館（スタート）」に出演[26]。
- 1月25日 - 3B junior初の冠番組「3B junior の星くず商事」（BS朝日）にレギュラーとして出演開始。
- 4月4日・5日 - ももいろクローバーZファンクラブ「ANGEL EYES」会員限定ライブ「ももクロどんたく 2015 春 ～劇空間プロライブ～」（場所：福岡市・福岡ドーム）のオープニングアクトで3B juniorとして出演[27]。
- 4月25日 - 第1回定例公演（場所：所沢市・西武園ゆうえんち）に出演。「気分はSuper Girl!」を斎藤夏鈴、小田垣陽菜と3人で歌唱した[28]。この日から3B juniorの定例公演が始まる。
- 7月11日 - 第6回定例公演（場所：所沢市・西武園ゆうえんち）に出演。3B junior内の7人組ユニット、マジェスティックセブンの結成が発表され、そのメンバーとなった[29]。
- 7月26日 - ももいろクローバーZ桃神祭2015事前物販（場所：千葉市・幕張メッセ）特設ステージに、3B juniorとして出演。
- 7月31日・8月1日 - ももいろクローバーZ 「ももいろクローバーZ桃神祭2015」（場所：静岡県袋井市・エコパスタジアム）の AGOフェス（特設ステージ）に、3B juniorとして出演。桃神祭本編では、バックダンスを披露。
- 8月2日 - 「TOKYO IDOL FESTIVAL 2015 Day2」（場所：お台場・青海周辺エリア）に、3B juniorの選抜メンバーとして出演。
- 8月4日 - 「GIRLS' FACTORY 15 Day2」（場所：渋谷区・国立代々木競技場第一体育館）に、3B juniorとして出演。（フジテレビNEXT）
- 8月14日 - 3B junior初単独ホールコンサート「3B junior 浅草大歌謡ショー」（場所:台東区・浅草公会堂）に出演。3B junior「Stardust Fantasia」を初披露、ソロパートを初めて担当。
- 9月26日 - 「ももクロ24time TV in アータン ～water. winter. someday なんたー？」（場所：所沢市・西武園ゆうえんち波のプール）に、3B junior・マジェスティックセブンとして出演。（Ustreamにて生放送）

### 2016年
- 1月8日・9日 - スターダストプロモーション芸能３部「俺の藤井 2016 in さいたまスーパーアリーナ〜Tynamite!!〜」(場所:さいたま市・さいたまスーパーアリーナ)に、3B juniorとして出演[30]。
- 3月20日 - 第14回定例公演（場所：渋谷区・山野ホール）に出演。2部にて播磨怜奈、奥澤レイナ、小島はな4人の誕生会が行われた。ソロ歌唱はいきものがかりの「ありがとう」[31]。
- 4月2日・3日 - ももいろクローバーZ「MOMOIRO CLOVER Z DOME TREK 2016」（場所：所沢市・西武ドーム）の場外ライブとオープニングアクトに、3B junior・マジェスティックセブンとして出演[32]。
- 5月29日 - 3B juniorフリーライブツアー「関東平野」（場所：船橋市・西武百貨店船橋店）で、マジェスティックセブン初の単独ライブが開催され出演[33]。
- 7月14日 - 「清塚信也のガチンコ3B junior」第4回（フジテレビNEXT）にて、番組の選抜ユニット「ガチンコ3」のメンバーとなることが発表される。
- 8月1日 - 「GIRLS' FACTORY 16 Day3」（場所：渋谷区・国立代々木競技場第一体育館）に、3B junior・ガチンコ3として出演。ガチンコ3では自身が初めて作詞した「夢」、「無題（仮）」を初披露[34]。（フジテレビNEXT）
- 8月5日 - 7日 - 「TOKYO IDOL FESTIVAL 2016」（場所：お台場・青海周辺エリア）に、3B juniorとして出演[35]。
- 8月14日 - 3B junior「浅草大歌謡ショー〜2016リベンジの夏〜」（場所: 台東区・浅草公会堂）に、3B junior・小中学生組・マジェスティックセブンとして出演。
- 8月25日 - 「あたしの音楽」第22回（フジテレビNEXT）に、3B junior・マジェスティックセブン・ガチンコ3として出演。ガチンコ3では大森靖子と「絶対彼女」を披露。また前枠番組「坂崎幸之助のももいろフォーク村」にガチンコ3として生出演、番組宣伝とオリジナル曲配信を告知。「夢」・「無題（仮）」は、放送終了後music.jpにて無料配信された。
- 9月19日 - ももいろクローバーZ佐々木彩夏ソロコンサート「AYAKA-NATION 2016 in 横浜アリーナ」（場所：横浜市・横浜アリーナ）に、3B juniorとしてバックダンスとコーラスで出演。「青春賦」では手話を披露。
- 9月24日・25日 - 「@JAM×ナタリー EXPO2016」（場所：千葉市・幕張メッセ）に、3B junior・マジェスティックセブンとして出演[36]。
- 11月13日 - チームしゃちほこ「ROAD to 笠寺 colors at 横浜アリーナ」（場所：横浜市・横浜アリーナ）に、3B junior選抜メンバーとしてバックダンスで出演。（WOWOW生中継）
- 12月31日 - 「第二回ゆく桃くる桃「年またぎ笑顔三昧」ももクロカウントダウンライブ生中継！」（フジテレビNEXT）の前座として、『「ゆく桃くる桃」へカウントダウン　ガチンコ3/3Bsenior サロンコンサート』（フジテレビNEXT）を開催（場所：パシフィコ横浜　国立大ホール　マリンロビー）。「ガチンコ3　ファーストコンサート」で、ガチンコ3として全8曲を披露。

### 2017年
- 2月26日 - 第23回定期恒例公演（場所：稲城市・日テレらんらんホール）に出演。1部にて播磨怜奈、奥澤レイナ、小島はな4人の誕生会が行われた。ソロ歌唱はゆずの「栄光の架橋」[37]。
- 3月9日 - ももいろクローバーZ高城れにソロコンサート「まるごとれにちゃん」（場所：横浜市・神奈川県民ホール (大ホール)）に、3B junior選抜メンバーとしてバックダンスで出演。
- 4月8日・9日 - ももいろクローバーZ「ももクロ 春の一大事2017 in 富士見市～笑顔のチカラ つなげるオモイ～」の「てまきパーク」てまきステージFIF2017（場所：富士見市・富士見市立東中学校 校庭）に、3B junior・マジェスティックセブンとして出演[38][39]。
- 4月26日 - ガチンコ3、配信限定ミニアルバム「君の夢は僕の夢」をリリース。（iTunes Store、レコチョク、mora等各配信サイトにて配信）[40]
- 7月9日 - 「アイドル横丁夏まつり!!〜2017〜」（場所：横浜市・横浜赤レンガパーク）DAY2に、3B junior・マジェスティックセブンとして出演[41]。
- 7月13日 - 「坂崎幸之助のももいろフォーク村ちょいデラックス」（場所：江東区・Zepp DiverCity）第73夜（フジテレビNEXT）のオープニングアクトに出演、miwaと「True Colors」を歌唱。
- 7月14日 - 「GIRLS’FACTORY NEXT」（場所：江東区・Zepp Tokyo）DAY1（フジテレビNEXT）に、3B junior・マジェスティックセブンとして出演。
- 7月15日 - 「GIRLS’FACTORY NEXT」（場所：江東区・Zepp Tokyo）DAY2（フジテレビNEXT）第一部、ガチンコ3コンサート「ガチンコ4の2」にガチンコ3として出演、全21曲を披露。自身が作詞した「未来ノート」（作曲：恩田快人）初披露。第二部にも出演。
- 7月22日 - 「SEKIGAHARA IDOL WARS 2017 〜関ケ原唄姫合戦〜」（場所：岐阜県不破郡関ケ原町・桃配運動公園）DAY1に、3B juniorとして出演。
- 8月4日 - 「TOKYO IDOL FESTIVAL 2017」（場所：お台場・青海周辺エリア）に、3B juniorとして出演[42]。
- 8月6日 - ももいろクローバーZ「ももクロ夏のバカ騒ぎ2017」（場所：調布市・味の素スタジアム）の ヤジスタ で開催された「しがこうげんアイドルフェスティバル（SIF)」のオープニングアクトに、3B juniorとして出演[43]。
- 8月14日 - 「坂崎幸之助のももいろフォーク村　（GIRLS'FOLKTORY17）」第75夜（フジテレビNEXT）（場所：江東区・Zepp Tokyo）に出演。
- 8月25日・26日 - ももいろクローバーZの佐々木彩夏ソロコンサート「AYAKA-NATION 2017 in 両国国技館」（場所：墨田区・両国国技館）に、3B juniorとして出演。
- 8月27日 - 「@JAM EXPO 2017」（場所：横浜市・横浜アリーナ）に、3B junior・マジェスティックセブンとして出演[44]。
- 8月31日 - 「お台場みんなの夢大陸2017 めざましライブ」（場所：お台場・青海周辺エリア）ももいろクローバーZのオープニングアクトに、3B juniorとして出演。
- 9月10日 - 「夏の魔物2017 in KAWASAKI」（場所：川崎市・東扇島東公園）に、3B junior・マジェスティックセブンとして出演[45]。
- 10月8日 - ガチンコ3学園祭コンサート「ガチンコ4の3」（場所：八王子市・日本工学院八王子専門学校　片柳記念ホール）に、ガチンコ3として出演。
- 12月31日 - 『「ゆく桃くる桃」へカウントダウン　第1部 ガチンコ3コンサート「ガチンコ4の4」』（フジテレビNEXT）を無料観覧で開催（場所：横浜市・パシフィコ横浜　国立大ホール マリンロビー）。ソロ曲を含む全13曲を生放送で披露。第2部 「Co.a la FACTORY」にも出演[46]。

### 2018年
- 2月15日 - 「坂崎幸之助のももいろフォーク村」第81夜（フジテレビNEXT）ももクロアンプラグド「ももクロと坂崎とダウンタウンももクロバンドの夕べ」再演（場所：江東区・Zepp DiverCity TOKYO）に栗もえかとして出演。オープニングアクトで出演。
- 3月9日 - ももいろクローバーZ高城れにソロコンサート「まるごとれにちゃん 2018」（場所：川崎市・カルッツかわさき）に、3B junior選抜メンバーとして出演。
- 3月27日 - ガチンコ3コンサート「ガチンコ4の5」（場所：渋谷区・Mt.RAINIER HALL SHIBUYA PLEASURE PLEASURE）に、ガチンコ3、栗もえかとして出演。
- 4月29日 - 「コアラモード.×栗もえか ジョイントコンサート」（場所：港区・フジテレビ マルチシアター）に、栗もえかとして出演。作詞した「恋をしてね」（作曲：宇宙まお）初披露。
- 5月13日 - 「IT’S MY TURN！2018 榊いずみ25周年ライブ」（場所：渋谷区・shibuya O-Crest）のフロントアクトに、栗もえかとして出演。
- 5月19日 - 「栗もえか×videobrotherジョイントライブ」（場所：港区・フジテレビ マルチシアター）に、栗もえかとして出演。
- 5月30日 - ガチンコ3、配信限定アルバム「扉の向こう」をリリース（iTunes Store、Apple Music、レコチョク、LINE MUSIC等配信サイトにて配信）[47]。
- 6月3日 - 「『扉の向こう』 レコ発イベント」（場所：港区・フジテレビ マルチシアター）、「コアラモード.『COALAMODE.2〜街風泥棒〜』 発売記念合同ミニライブ」（場所：豊島区・HMVエソラ池袋）にガチンコ3として出演。
- 6月9日 - 「榊いずみ×栗もえかジョイントコンサート」（場所：港区・フジテレビ マルチシアター）に出演。
- 7月14日 - 「GIRLS' FACTORY NEXT DAY3」に栗もえかとして出演。
- 8月3日・4日 - 「TOKYO IDOL FESTIVAL2018」にマジェスティックセブンとして出演。
- 8月12日 - 「奥華子×栗もえか(愛来入り)」（場所：フジテレビ マイナビステージ）に栗もえかとして出演。
- 8月19日 - 「コアラモード.×栗もえか(愛来入り)」（場所：ららぽーと横浜 セントラルガーデン）に栗もえかとして出演。
- 8月20日 - 「スタプラ東京Vol.2」（場所：duo MUSIC EXCHANGE）にマジェスティックセブンとして出演。
- 8月26日 - 「@JAM EXPO 2018」（場所：横浜アリーナ）に3B juniorとして出演。
- 9月8日 - 「たんこぶちん×栗もえか」（場所：港区・フジテレビ マルチシアター）に栗もえかとして出演。
- 9月15日 - 「ビードローズx栗もえか(愛来入り)ジョイントライブ」（場所：港区・フジテレビ マルチシアター）に栗もえかとして出演。
- 9月22日 - 「イナズマロック フェス 2018」（場所：滋賀県草津市・烏丸半島芝生広場）風神ステージに栗もえかとして出演。
- 9月30日 - 「加藤いづみ×栗もえか ジョイントライブ」（場所：港区・フジテレビ マルチシアター）に栗もえかとして出演。
- 10月8日 - 「道玄坂FINAL COUNTDOWN～さよならの向こう側～ DAY3」（場所：TSUTAYA O-Crest）にマジェスティックセブンとして出演。同日をもってマジェスティックセブンは解散となる。
- 10月20日 - 『3B junior 「Fork in the road of fate」』（場所：SHIBUYA CLUB QUATTRO）に3B juniorとして出演。3B junior解散後もアイドルを続けていくことをファンに向けて宣言する。
- 10月23日 - 3B juniorのメンバーである愛来と「あいらもえか」を結成することが発表される。
- 11月3日 - 『3B junior「Cell Division〜細胞分裂〜」』（場所：恵比寿ザ・ガーデンホール）に3B juniorとして出演。同日をもって3B juniorは解散となる。それに合わせて新グループとなる「アメフラっシ」がお披露目され、今後はグループの一員として活動していくことが発表される。
- 11月13日 - 『ガチンコ3コンサート「ガチンコ４の６」栗もえかさよならコンサート』（場所：Mt.RAINIER HALL SHIBUYA PLEASURE PLEASURE）に出演。同日をもって「栗もえか」の栗本柚希が引退し、ユニットが解散となる。あいらもえかとしての初披露も行い、宇宙まおと「snow poppins」を披露。
- 11月30日 - 宇宙まお「『電子レンジアワー』リリース記念インストアライブ」（場所：HMVエソラ池袋）にあいらもえかとして出演。
- 12月11日 - 宇宙まお「『電子レンジアワー』リリース記念インストアライブ」（場所：タワーレコード渋谷店）にあいらもえかとして出演。

### 2019年
- 2月3日 - 「アメフラっシ第六回 熱い魂の公開げいこ」（場所：白夜書房BSホール）の稽古内にて17歳生誕イベントを行う[48]。
- 3月28日 - 「あいらもえか ふたり舞台」（場所：港区・フジテレビ マルチシアター）にあいらもえかとして出演。計22曲を披露[49]。
- 5月16日 - 「ガチンコ3の7」（場所：：Mt.RAINIER HALL SHIBUYA PLEASURE PLEASURE）にあいらもえかとして 出演。
- 6月7日 - 「あいらもえか ギブソン×マーチン初舞台」（場所：港区・フジテレビ マルチシアター）にあいらもえかとして 出演。 計16曲を披露[50]。
- 7月20日 - 『「僕らの音楽」presents 武部聡志 ピアノデイズ』（場所：ZEPP TOKYO）にあいらもえかとして出演[48]。
- 8月17日 - 26日「ももクロ一座特別公演」（場所：明治座）の開演前スペースを利用しての「めざせ明治座！アメフラ場外10ラウンド」に出演。小島はなと「はなもえか」、市川優月と「ゆづもえか」を結成。
- 9月29日 - 「あいらもえか ふたり舞台」（場所：港区・フジテレビ マルチシアター）にあいらもえかとして出演。計17曲を披露[51]。
- 10月25日 - 「ON A ROLL vol.8」（場所：渋谷 eggman）にあいらもえかとして出演[48]。
- 11月24日 - 「復興なみえ町十日市祭」（場所：福島県双葉郡浪江町）にて浪江女子発組合が初お披露され、メンバーの一員として活動していくことが発表される。
- 11月29日 - 宇宙まお『「宇宙ツアーズ vol.8」in 渋谷 TAKE OFF 7』にあいらもえかとして出演。計11曲を披露[52]。
- 12月14日 - 『アメフラっシLIVE「未来戦士」〜大平ひかるラストライブ〜』に出演[48]。

### 2020年
- 1月3日 - 愛来とのユニット名「あいらもえか」としてTikTok開設。
- 2月4日 -  『GuuGoo Music presents あいらもえかコンサート「ガチンコ2の8」』（場所：Mt.RAINIER HALL SHIBUYA PLEASURE PLEASURE）にあいらもえかとして出演[48]。
- 3月18日 - 22日 - 『五反田タイガー 7th Stage 「WORKER ANTS と 働かないアリ」』に愛来と出演[53]。 舞台初出演となる。
- 9月30日 - 10月4日 - 舞台『五反田タイガー 8th Stage「Refrain ～でも、バイバイ！～」 』に初の単独出演。[54] 配役は座敷童子。
- 11月23日 - 同年11月18日にニコニコ生放送にて配信された「アメフラっシ 熱い魂の公開げいこ(Re) 〜vs HIP HOP〜」がきっかけで、「鈴木萌花のフリースタイルラップチャレンジ」を公式Twitterでスタートさせる。
- 12月11日 - 鈴木萌花19th生誕記念商品「MOEKA Happy ANORAK」をMAILIVISにて予約受付開始。

### 2021年
- 2月1日 - SHOWROOMのメンバー個人配信用ルーム「鈴木萌花のルーム」が開設される[55]。
- 2月10日 - 「渋谷LOFT9アイドル倶楽部vol.20」に初の単独出演[56]。
- 3月4日 - 「夕刊フジ」（産経新聞社）芸能面13ページに掲載される[57]。
- 6月3日 - 6日 - 劇団TEAM-ODAC第36回本公演『ダルマ(2021)』に単独出演[58]。
- 8月12日 - グループ初のofficial twitterを開設[59]。
- 8月31日 - 出演予定であった『五反田タイガー ９th Stgae「DEMON～ありがとうって言えなくて～」』が、出演予定の演者数名より新型コロナウイルスの感染が確認されたため中止が発表される。
- 9月1日 - 新型コロナウイルスに感染していたことが事務所より発表される[60]。
- 9月16日 -  ソフマップAKIBA パソコン・デジタル館8Fにて開催された『Sensitive』発売記念イベントとインターネットサイン会より活動再開となる。
- 12月6日 - 「鈴木萌花 20th生誕記念商品」の受注受付がMAILIVISにて開始される。
- 12月14日 - AbemaTV「矢口真里の火曜 The Night」に愛来と出演する[61]。
- 12月23日 - 『IDOL AND READ 029』に掲載される[62]。

### 2022年
- 2月6日 - 新型コロナウィルスに感染していることが事務所より発表される[63]。
- 2月14日 - 新型コロナウィルスの療養機関が終わり、活動を再開することが事務所より発表される。
- 2月19日 - 20歳の生誕イベントを Studio Freedomにて開催する。イベント名は『♪20TH Moeka PULLPULLPULLLIVE♪～鈴木萌花 20th Birthday Party～ 』。
- 4月7日 -  Shibuya duo MUSIC EXCHANGEにて開催された「222 mph」に弾き語りで単独出演。ソロでの弾き語りの他、703号室と「Over the rainbow」をコラボで披露する。
- 4月20日 - 池袋 あうるすぽっとで上演された『五反田タイガー 9th Stage「DEMON～ありがとうって言えなくて～ 」』に出演する。役名は「キエ」。
- 5月19日 - FM FUKUOKA ばってん少女隊の「FMばってん放送局」に市川優月と出演[64]。
- 6月5日 - shibuya eggmanで開催された「OPEN MIC GIRL’S NIGHT」に出演する[65]。
- 8月18日 - eplus LIVING ROOM CAFE & DININGで開催された「引き篭もりフェス2022夏！！インドアだっていいじゃない！！」に出演する[66]。
- 9月28日 - 10月2日 - 五反田タイガー 5th Anniversary ！！11th Stage『ペインティング・バーレスク〜天使がいた場所〜』に出演する。初の主演作品となる。
- 12月27日 - SHOWROOMにて配信された「@JAMトークバラエティー"ドルバナ"」に単独出演する[67]。

### 2023年
- 2月11日 - 赤羽ReNYにて鈴木萌花生誕祭『「♪21st Moeka PULLPULLPULLLIVE♪」どのもえかが好き？』を開催。ソロ曲「Snow drop」を初披露。
- 4月1日 - Studio Freedomで開催された「Blooming Voices」に単独出演する[68]。
- 6月16日 - 「IDOL FILE Vol.30 SCHOOL FASHION」に掲載される[69]。
- 7月4日 - duo MUSIC EXCHANGEで開催された「Cosmic Fantasy ～Acoustic Night～」に単独で出演する[70]。
- 11月11日 - 浪江町・道の駅なみえ特設会場にて開催された『浪江女子発組合「～全曲やります!!～浪女大納会2023」』をもって、他のAMEFURASSHIメンバーと同時に浪江女子発組合を卒業した[71][72]。

### 2024年
- 4月26日 - 吉祥寺Star Pine's Caféにて『鈴木萌花 弾き語りライブ「M's CAFE」』を開催[73]。ギターによる弾き語りを行った。

## 人物
- ニックネームは、もえちん、もえか、もえちゃん[74] など。
- 特技は、肩もみ、横笛、チア、側転、倒立前転[74]。横笛は篠笛と呼ばれるもので、小学校の時にお囃子を習っていたためとブログで語っている。また、ラジオ体操が得意[75]。AMEFURASSHIのメンバーになってからの公式プロフィール[76] による特技には「ギター」「ウィンク」が記載された。
- 趣味は3B junior時代は「お菓子を食べること」「音楽を聴くこと」「動画を見ること[74]」だったが、AMEFURASSHIのメンバーになってからは「赤ちゃんの動画を見て癒される」「シールをいろんなところにはる」が公式プロフィール[76] に記載された。
- 好きな食べ物は、チョコレートマシュマロピザ(ママ手作り)・グミ・みかんゼリー・わらびもち(きなこ)、うどん、オクラ納豆等。甘いものについては、甘いものを食べないと生きていけないと3B juniorでのブログで語っている。
- 野球観戦好きで、特にメジャーリーグ好きである。オフに日米野球観戦やグッズを買いに行ったことなどが3B juniorのブログで語られている。
- 好きな言葉は、2月5日生まれということもあり「いつもニコニコ」、モットーは「笑顔☺︎︎︎︎感謝☺︎︎︎︎素直☺︎︎︎︎」[77]。
- 真面目な性格であり、AMEFURASSHI Official Channel で配信している「雨宿り中のアメフラっシゃべり」では、話す内容などをメモに書き、それを見ながら進行していたことがある。（公式youtube「雨宿り中のアメフラっシゃべり / 余韻があり過ぎてもう一週間経ったとか信じられないんですけどスペシャル」より）
- 米を食べることを控えているが、月に一度だけ牛丼を食べている。（公式youtube「雨宿り中のアメフラっシゃべり♯19」より）
- スターダストプロモーションのオーディションで披露した曲は月島きらり starring 久住小春の「恋☆カナ」。

## 3B juniorとしての活動
- 3B junior内のユニットでは、マジェスティックセブンに属していた。
- マジェスティックセブンでの自己紹介は「笑顔宅配便のもえちんです。もえもえ～ずっきゅーん！」。
- 歌唱については、元ももいろクローバーZの有安杏果のように上手くなりたいとブログで語っている。マジェスティックセブンでは、ソロパートを任されることが多かった。
- 3B juniorの定例公演におけるハロウィンパーティーでは、ナース（もえちんゲール）(2015年-第12回定例公演[78])、天使(2016年-第20回定例公演[79])に仮装して登場した。
- フジテレビNEXT(CS放送)の音楽番組「清塚信也のガチンコ3B junior」では、第1、3回放送に登場し、絢香の「三日月」、山口百恵の「ロックンロール・ウィドウ」をそれぞれ独唱で披露し高評価を得た。その結果、雨宮かのん、愛来とガチンコ3という選抜ユニットに加わることを勝ち取り「GIRLS' FACTORY 16 DAY3」にて自身が初めて作詞した「夢」（作曲：太田雄大）、「無題（仮）」（作詞・作曲：太田雄大）を初披露。この2曲は2016年8月25日21時よりmusic.jpにて無料配信された（「無題（仮）」のタイトルは太田雄大の発案で一般募集した中から選ばれ「未来の空の下で」となった）。
- ガチンコ3ではギターや作詞にも挑戦し、「夢」（作曲：太田雄大）、「キミの笑顔に会うために」（作曲：太田雄大）、「未来ノート」（作曲：恩田快人）、「明日も」（作曲：眞野雅規　編曲：武部聡志）、「明日の幸せ」（作曲：Anly）、「My sweet box」（作詞は川嶋あいとの共作　作曲：宗本康兵）、「恋をしてね」（作曲：宇宙まお）の7曲を作詞している。

## AMEFURASSHIとしての活動
- AMEFURASSHIでは、高い歌唱力から「歌姫」と称されている。
- ギターでの弾き語りに定評がある。Instagramでは高校卒業記念としてmiwaの「めぐろ川」を弾き語りで披露した[80]。
- 「コアラモード.小幡康裕のガチンコスターダストプラネット#47」に出演した際には、AMEFURASSHI全メンバーとユニットを組んで曲を披露した。ユニット時には愛来との「あいらもえか」以外ではすべてギター演奏を担当。ユニット名は小島はなとは「はなもえか」、市川優月とは「ゆづもえか」[81]。
- 二代目かわいい担当になってからは自身の可愛さを表現する際に「もえかわいい」を使うようになっている。
- AMEFURASSHI Official Channelでの自身チャンネル名は「もえCHANNEL」
- 2020年よりグループ活動と並行して、舞台俳優としても活躍している。デビューのきっかけは、2019年7月27日に白夜書房で開催された「アメフラっシ　熱い魂の公開げいこ／真夏の三番勝負」での三部「鈴木萌花VS表情」の講師で招かれたいとう大樹（TEAM-ODAC）の目に留まったから。初演は2020年3月18日から22日にかけて開催された『五反田タイガー 7th Stage 「WORKER ANTS と 働かないアリ」』で、配役は働きアリの「ケリー」[82]。

## 出演
3B junior、マジェスティックセブン、AMEFURASSHI、浪江女子発組合としての全体出演を除く

### ラジオ
- 『ラジオのアナ～ラジアナ まな板SHOW・TIME！ Part2』（2021年11月2日、NACK5）[83]

### インターネットメディア
- HUSTLE PRESS「おっかけ！3B junior 鈴木萌花」（2016年7月14日掲載）
- 音楽ナタリー 『特集 3B junior「3B junior ファースト・アルバム 2016」インタビュー』（鈴木、高井、中村、葉月）（2016年9月9日掲載）
- HUSTLE PRESS「PICK UP IDOL 3B junior」（雨宮、高井、愛来、鈴木、葉月）（2016年10月3日掲載）
- HUSTLE PRESS「おっかけ！3B junior 鈴木萌花」（2017年7月22日掲載）
- HUSTLE PRESS「おっかけ！3B junior 鈴木萌花」（2017年11月14日掲載）
- 『「鈴木萌花」の10のコト』（2021年12月18日、STARDUST WEB）[84]

### 雑誌
- 『MARQUEE Vol.116』巻末特集5P（愛来、雨宮、内山、鈴木、葉月）（2016年8月10日）
- 『Top Yell 2016年11月号』P.68～70（高井、大平、雨宮、葉月、中村、鈴木）（2016年10月6日）
- 『ベストカー 2019年7/10号』（2019年6月10日、講談社）[85]
- 夕刊フジ芸能面13P（2021年3月4日）[86]
- 『IDOL AND READ 029』ISBN 978-4-401-77208-7（2021年12月23日、シンコーミュージック）[87]
- 『IDOL FILE Vol.30 SCHOOL FASHION』ISBN 978-4-401-76312-2 （2023年6月16日、シンコーミュージック）

### ライブ
- 『鈴木萌花 弾き語りライブ「M's CAFE」』（2024年4月26日[73]、6月27日[88]、吉祥寺Star Pine's Café）
- 『もっちゃん。すとりーとVol.5』（2024年5月12日、東京歌舞伎町タワー1階屋外ステージ）[89]

### 舞台
- 『五反田タイガー 7th Stage「WORKER ANTS と 働かないアリ」』（2020年3月18日 - 22日）-（愛来と出演）
- 『五反田タイガー 8th Stage「Refrain ～でも、バイバイ！～」 』（2020年9月30日）-（単独出演）
- 劇団TEAM-ODAC第36回本公演『ダルマ(2021)』（2021年6月3日 - 8日）-（単独出演）[90]
- 五反田タイガー9th Stage『DEMON〜ありがとうって言えなくて〜』（2022年4月20日 - 22日）-（単独出演）[91][92]
- 五反田タイガー 5th Anniversary ！！11th Stage『ペインティング・バーレスク〜天使がいた場所〜』（2022年9月28日 - 10月2日）-（主演）